# 1948年の日本競馬
1948年の日本競馬（1948ねんのにほんけいば）では、1948年（昭和23年）の日本競馬界についてまとめる。
馬齢は旧表記で統一する。
1947年の日本競馬 - 1948年の日本競馬 - 1949年の日本競馬

## できごと

### 1月 - 3月
- 1月7日 - 日本競馬会の安田伊左衛門理事長が任期満了に伴い辞任する[1]。
- 3月20日
  - 主務省より、6枠の連勝式勝馬投票法の認可が下りる。これにより、春季中山競馬より連勝式投票券が発売された[1]。
  - この春季中山競馬より決勝写真が導入される[2]。

### 4月 - 6月
- 4月7日 - 北海道軽種馬生産農業組合が創立される[1]。
- 4月17日 - 浦和競馬場が開設される[1]。
- 5月12日 - 日本競馬会は農林省に実験的に控除率の引き下げで販売拡大を狙う提案を申し入れる。この提案は6月16日の省令第50号をもって認可され、第2回の東京競馬より総額34%の控除率が総額22%に改められた。しかし、結果は競馬会が期待するほどの売上金にはならず、4日間の実施で取り消された[1]。
- 5月19日 - 財団法人競馬共助会の組織が準備され、9月14日に認可される。併せて、『優駿』の発行権も同会に引き継がれた[1]。
- 6月29日 - 芦田均内閣は、競馬法案の国会提出を閣議決定する[3]。
- 6月30日 - 閉鎖機関整理委員会は第60回週例委員会において、日本競馬会、中央馬事会等を7月20日付で閉鎖機関に指定すると決定[3]。

### 7月 - 9月
- 7月2日 - 衆議院の農林委員会で新競馬法の質疑応答が行われる。この際に場外発売が案に盛り込まれる[3]。
- 7月8日 - 進駐軍にゴルフコースに転用された阪神競馬場（逆瀬川）の代替として、阪神競馬場建設協力会の富田荒太郎会長は永江一夫農相にあて新競馬場の建設許可を求めた。これに対して永江農相は「差し支えない」と回答した[2]。
- 7月9日 - 新潟競馬場（関屋）が農林省から新潟県に貸し付けられ、この日第1回の新潟県県営競馬が開催される。関屋での開催は関屋分水路事業が始まる1964年（昭和39年）まで続けられた[4]。
- 7月13日 - 新競馬法が公布される[3]。
- 7月14日 - 閉鎖機関整理委員会は第62回週例委員会において、日本競馬会等の閉鎖指定を無期延期することに決定[3]。
- 7月18日 - 農林大臣と日本競馬会副理事長との間で「競馬法第37条の規定により日本競馬会の資産および負債を政府において引き継ぐための契約書」に調印した[5]。
- 7月19日 - 政府は日本競馬会の資産および負債を引き継ぐとともに、農林大臣は日本競馬会解散および精算人就任登記を関係司法事務局に委嘱した。この際、政府は民法第83条（精算終了の届け出）の規程「精算が結了したるときは精算人は之を主務官庁に届け出づることを要す」により、日本競馬会の精算人が届け出を出す義務を遂行しなかったことを確認しておかなかった。この手続きミスが、のちに「長森裁判」となる[5]。
- 8月19日 - 農林省は、農林省分課規程の一部を改正し、8月1日付で競馬部を設置、井上綱雄を競馬部長に任命した[5]。
- 9月4日 - 京阪神競馬株式会社の発起人会が結成され、阪神競馬場建設協力会は解消した。同社は予定地の確保と紛争解決に取り組んだ[2]。
- 9月7日 - 永江一夫農相は、省令第82号をもって「国営競馬実施規則」を制定した。これは日本競馬会の競馬施行規程にあたる[5]。
- 9月9日 - 永江一夫農相は、訓令第119号をもって「競馬事務所委任事務規程」を制定する。これは東京・京都・札幌の3つの競馬事業所に権限を委譲するものであった[5]。

### 10月 - 12月
- 10月1日 - 中央に諮問機関として「競馬審議会」が設けられる。また10月5日、農相の諮問機関として国営競馬裁定審議会が設けられた[5]。
- 10月21日 - 社団法人日本馬事協会が設立される[6]。
- 12月3日 - 農林省令第109号をもって、場外馬券を認める国営競馬実施規則の一部改正が公布される[6]。
- 12月4日 - 東京銀座のプレイガイドの建物を1年契約で借り上げ、銀座場外発売所が開設される[6]。
- 12月6日 - 国営競馬死傷見舞金交付要綱が制定される[6]。
- 12月24日 - 京阪神競馬株式会社が設立登記を完了、競馬場建設に着手する[2]。

### その他
- 北海道室蘭競馬場、北海道小樽競馬場、秋田県秋田競馬場、秋田県大館競馬場、山形県米沢競馬場、栃木県足利競馬場（旧）、岐阜県北方競馬場、山口県柳井競馬場、山口県宇部競馬場、徳島県鳴門競馬場が開設される[6]。
- 山梨県富士競馬場が廃止される[6]。

## 競走成績

### 公認競馬の主な競走
- 第8回桜花賞（京都競馬場・5月9日）優勝：ハマカゼ（騎手：松本実）
- 第8回農林省賞典（東京競馬場・5月16日）優勝：ヒデヒカリ（騎手：蛯名武五郎）
- 第17回天皇賞（春）（京都競馬場・5月16日） 優勝：シーマー（騎手：長浜彦三郎）
- 第15回優駿競走（日本ダービー）（東京競馬場・6月6日) 優勝：ミハルオー（騎手：新屋幸吉）
- 第9回優駿牝馬（オークス）（東京競馬場・11月14日) 優勝：ヤシマヒメ（騎手：佐藤嘉秋）
- 第18回天皇賞（秋）（東京競馬場・11月23日） 優勝：カツフジ（騎手：近藤武夫）
- 第9回菊花賞（京都競馬場・11月23日） 優勝：ニユーフオード（騎手：武田文吾）

### 障害競走
- 第21回中山大障害（春）（中山競馬場・4月3日）優勝 : フクレイ（騎手 : 田畑志郎）
- 第22回中山大障害（秋）（中山競馬場・11月3日）優勝： ブルーホマレ（騎手：吉野勇）

## 誕生
この年に生まれた競走馬は1951年のクラシック世代となる。

### 競走馬
- 4月4日 - ツキカワ
- 4月17日 - イチサチホマレ
- 4月20日 - ミツハタ
- 4月28日 - トラツクオー
- 5月2日 - クモワカ、トキノミノル
- 5月28日 - キヨフジ
- 6月10日 - ダイニホウシユウ
- 不明 - イツセイ、サチヒカリ、カツシロ

### 人物
- 1月1日 - 佐藤正雄 騎手、調教師（JRA）
- 2月14日 - 目野哲也 騎手、調教師（JRA）
- 2月26日 - 高松邦男 調教師（JRA）
- 7月28日 - 谷原義明 騎手、調教師（JRA）
- 8月19日 - 柴田政人 騎手、調教師（JRA）
- 9月2日 - 坂口正則 騎手、調教師（JRA）
- 9月13日 - 中村均 調教師（JRA）
- 9月22日 - 武永祥 騎手（JRA）
- 9月28日 - 稗田研二 調教師（JRA）
- 10月21日 - 松元茂樹 調教師（JRA）
- 10月22日 - 伊藤正徳 騎手、調教師（JRA）
- 10月31日 - 岡部幸雄 騎手（JRA）
- 11月4日 - 栗田博憲 調教師（JRA）
- 12月18日 - 福永洋一 騎手（JRA）